# Envenenamiento por cerveza en Inglaterra

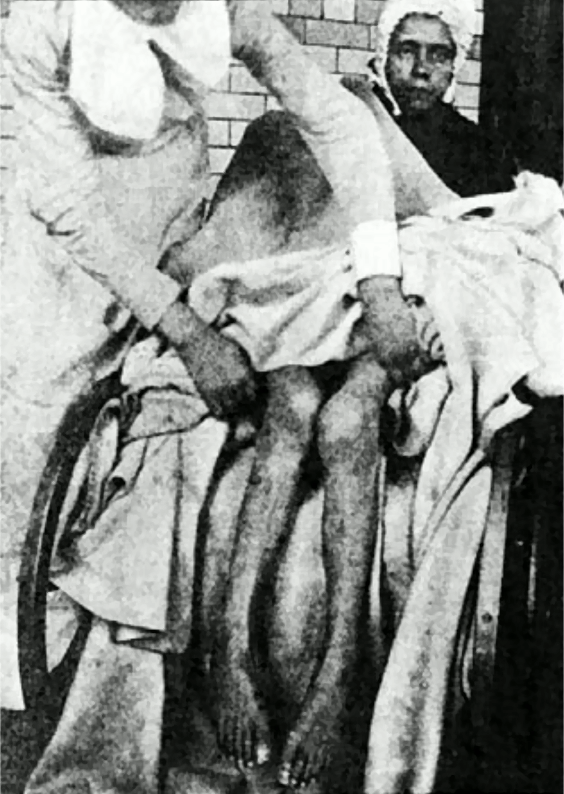
Víctima de la epidemia que presenta parálisis completa de los miembros inferiores por atrofia.

En 1900 más de 6000 personas en Inglaterra fueron envenenadas por cerveza contaminada con arsénico y más de 70 de los afectados murieron como resultado. La crisis de seguridad alimentaria fue causada por el arsénico que ingresó a la cadena de suministro a través del azúcar impuro que se había elaborado con ácido sulfúrico contaminado. La enfermedad prevaleció en las Tierras Medias y el noroeste de Inglaterra, siendo la ciudad de Mánchester la más afectada.
Originalmente diagnosticada erróneamente como una neuropatía alcohólica, la epidemia principal solo se reconoció tras varios meses. Además, la investigación sobre el brote encontró otras fuentes de arsénico en la cerveza, que sin saberlo había estado envenenando a miles de personas en las décadas anteriores al brote.

## Diagnóstico erróneo e investigación
Este envenenamiento masivo es inusual porque no se notó durante cuatro meses. Los médicos, al ver pacientes que habitualmente bebían mucho y que mostraban debilidad muscular y entumecimiento de manos o pies, inicialmente pensaron que los pacientes sufrían de «neuritis alcohólica». No obstante, se observó un marcado aumento en el número de casos, con 41 personas que sucumbieron a neuritis periférica, neuritis múltiple o neuritis alcohólica y 66 personas que fallecieron por alcoholismo durante  los cuatro meses del brote, mientras que en los siete meses anteriores solo revelaban 22.
Estos casos de neuritis finalmente se relacionaron con casos de decoloración de la piel, que antes se pensaba que no estaban relacionados. Ernest Reynolds, el médico responsable de hacer la conexión, también señaló que solo una sustancia causaba estos síntomas: el arsénico. También señaló que los bebedores empedernidos que bebían principalmente licores parecían menos afectados que los bebedores de cerveza. Recogió muestras para análisis de las tabernas frecuentadas por sus pacientes, lo que confirmó la presencia de arsénico en la cerveza que consumían.

## Origen del envenenamiento
Una vez identificadas las cervecerías afectadas, se inició una investigación sobre el origen del arsénico. Se encontró arsénico en el azúcar invertido proporcionado a las fábricas de cerveza por Bostock & Co. de Garston. Para reducir los costos en el competitivo mercado inglés de la cerveza, algunas cervecerías sustituyeron la malta de cebada de alta calidad por malta de cebada de baja calidad complementada con azúcar. Esta práctica era algo controvertida; como parte del movimiento Pure Beer, se había organizado una investigación sobre el uso de sucedáneos en la elaboración de la cerveza. Esta investigación, que comenzó en 1896 y finalizó en 1899, había llegado a la conclusión de que el empleo de los sucedáneos en la elaboración de cerveza no eran «materiales perjudiciales» según la Ley de venta de alimentos y medicamentos de 1875 y que no se requería legislación adicional.
Este azúcar se obtenía por hidrólisis ácida del almidón, en la que el almidón se calienta en presencia de un ácido para formar glucosa. Este método no era nuevo y se había utilizado comercialmente desde al menos 1814. Bostock & Co. utilizaba ácido sulfúrico para realizar la hidrólisis ácida. Este ácido, comprado a Nicholson & Sons, se hacía a partir de piritas que contenían arsénico, que permanecía en el producto final.
John Nicholson & Sons, de Leeds, había estado proporcionado ácido sulfúrico a Bostock & Co. desde 1888. Durante la mayor parte de la duración de esta relación comercial, el ácido proporcionado no contenía arsénico. Sin embargo, en marzo de 1900, Nicholson comenzó a suministrar ácido sulfúrico sin purificar, que contenía arsénico. Esta práctica continuó hasta noviembre de 1900, cuando se descubrió que el ácido era la causa del brote. Nicholson afirmó que no conocían la naturaleza del uso del ácido por parte de Bostock, y que podrían haber proporcionado ácido sin arsénico si se les hubiera pedido.